# 乌尔什卡·若尔尼尔
乌尔什卡·若尔尼尔（1981年10月9日—），斯洛文尼亚女子柔道运动员。她曾代表斯洛文尼亚参加2004年、2008年和2012年夏季奥林匹克运动会柔道比赛，获得一枚金牌和一枚铜牌。